# Kanigalamane, Sakleshpur
Kanigalamane là một làng thuộc tehsil Sakleshpur, huyện Hassan, bang Karnataka, Ấn Độ.